# Corynoptera consimilis
Corynoptera consimilis là một ruồi trong họ Sciaridae, thuộc chi Corynoptera. Loài này được Holmgren miêu tả khoa học đầu tiên năm 1869.